# Reichstag zu Worms (897)
Der Reichstag zu Worms 897 war eine Reichsversammlung in Worms unter Kaiser Arnolf.

## Äußerer Rahmen
Der Kaiser kam aus der Überwinterung in Bayern und traf in Begleitung seiner Frau, Kaiserin Oda, in Worms ein. Die Reichsversammlung fand Ende Mai und vermutlich in der Königspfalz in Worms statt. Im Anschluss an den Aufenthalt in Worms begab sich der Kaiser in die Pfalz Ingelheim.

## Themen
Zentrales Thema war eine Auseinandersetzung zwischen Zwentibold, Sohn von Arnolf und König von Lotharingien, und einigen Mitgliedern des dortigen Hochadels. Was den Streit ausgelöst hatte, ist unbekannt, jedenfalls hatte Zwentibold Ende 896 oder Anfang 897 Lehen von vier Hochadeligen eingezogen und einen Feldzug gegen sie organisiert, sich bei der Aktion aber offensichtlich politisch verhoben. Der Kaiser versuchte sich nun in politischer Schadensbegrenzung, so dass die Grafen Stephan, die Brüder und Grafen Gerard und Matfrid, im Bliesgau und an der Mosel begütert, wieder in ihre Lehen eingesetzt wurden. Graf Odaker dagegen blieb unversöhnt.
Ein zweiter Punkt war für Kaiser Arnolf wichtig: Sein einziger ehelicher Sohn, der spätere König Ludwig IV. (das Kind), war zum Zeitpunkt der Reichsversammlung knapp vier Jahre alt. Es gibt die von Hermann von Reichenau übermittelte Nachricht, dass der Kaiser im Jahr 897 von den Anwesenden einer Reichsversammlung einen Treueeid auf Ludwig gefordert habe. Dieses Ereignis wird mit dem Reichstag in Worms 897 in Zusammenhang gebracht, gar von einer „Königswahl“ Ludwig (IV.) gesprochen. Allerdings gab es im Juli des gleichen Jahres noch eine weitere Reichsversammlung in Trebur, so dass nicht sicher ist, welche der beiden Versammlungen Hermann von Reichenau meinte.

## Teilnehmer
Namentlich bekannte Teilnehmer an der Reichsversammlung in Worms waren neben dem Kaiser sein Sohn, Zwentibold, und
- Erzbischof Hatto I. von Mainz
- Erzbischof Radbod von Trier
- Bischof Thietlach von Worms
- „Bischof Adalbert“
- Graf Gebhard
- Graf Gerard
- Graf Konrad
- Graf Matfrid
- Graf Stephan
- Graf Walaho, Graf des Wormsgau